# Jessica O'Connell
Pour les articles homonymes, voir O'Connell.
Jessica O'Connell, née le 10 février 1989 à Calgary, est une athlète canadienne.

## Carrière
Elle est médaillée de bronze du 3 000 mètres aux Championnats panaméricains juniors d'athlétisme 2007 à São Paulo. Aux Championnats d'Amérique du Nord, d'Amérique centrale et des Caraïbes d'athlétisme espoirs 2010, elle obtient la médaille d'argent du 1 500 mètres et la médaille d'or du 3 000 mètres. Elle est médaillée d'argent du 5 000 mètres à l'Universiade d'été de 2017 à Taipei, puis aux Jeux panaméricains de 2019 à Lima.